# بخش نازیل
بخش نازیل، بخشی در شهرستان تفتان استان سیستان و بلوچستان است که توسط مصوبه دولت تشکیل گردید.

## تقسیمات کشوری
- بخش نازیل
  - دهستان نازیل
  - دهستان چاه احمد